# Olympische Sommerspiele 2020/Teilnehmer (Schweden)
| Gelbes Symbol für Goldmedaillen mit stilisierten Olympischen Ringen | Graues Symbol für Silbermedaillen mit stilisierten Olympischen Ringen | Braundes Symbol für Bronzemedaillen mit stilisierten Olympischen Ringen |
| ------------------------------------------------------------------- | --------------------------------------------------------------------- | ----------------------------------------------------------------------- |
| 3                                                                   | 6                                                                     | —                                                                       |

Schweden nahm an den Olympischen Spielen 2020 in Tokio mit 132 Sportlern in 22 Sportarten teil. Es war die insgesamt 28. Teilnahme an Olympischen Sommerspielen.

## Medaillengewinner

### Gold
| Name                                                                                                | Sportart       | Wettkampf               |
| --------------------------------------------------------------------------------------------------- | -------------- | ----------------------- |
| Armand Duplantis                                                                                    | Leichtathletik | Stabhochsprung Männer   |
| Daniel Ståhl                                                                                        | Leichtathletik | Diskuswurf Männer       |
| Henrik von Eckermann mit King Edward Malin Baryard-Johnsson mit Indiana Peder Fredricson mit All In | Reiten         | Springreiten Mannschaft |

### Silber
| Name | Sportart       | Wettkampf            |
| --- | -------------- | -------------------- |
| Simon Pettersson | Leichtathletik | Diskuswurf Männer    |
| Jonna Andersson Filippa Angeldal Kosovare Asllani Hanna Bennison Nathalie Björn Stina Blackstenius Magdalena Eriksson Jennifer Falk Hanna Glas Lina Hurtig Amanda Ilestedt Sofia Jakobsson Madelen Janogy Emma Kullberg Hedvig Lindahl Fridolina Rolfö Olivia Schough Caroline Seger | Fußball        | Frauen               |
| Peder Fredricson mit All In | Reiten         | Springreiten Einzel  |
| Sarah Sjöström | Schwimmen      | 50 m Freistil Frauen |
| Anton Dahlberg Fredrik Bergström | Segeln         | 470er Männer         |
| Josefin Olsson | Segeln         | Laser Radial Frauen  |

## Teilnehmer nach Sportarten

### Badminton
| Athleten        | Wettbewerb | Gruppenphase | Gruppenphase       | Gruppenphase | Gruppenphase | Achtelfinale  | Achtelfinale  | Viertelfinale | Viertelfinale | Halbfinale    | Halbfinale    | Finale        | Finale        | Rang          |
| Athleten        | Wettbewerb | Gegner       | Ergebnis           | Punkte       | Rang         | Gegner        | Ergebnis      | Gegner        | Ergebnis      | Gegner        | Ergebnis      | Gegner        | Ergebnis      | Rang          |
| --------------- | ---------- | ------------ | ------------------ | ------------ | ------------ | ------------- | ------------- | ------------- | ------------- | ------------- | ------------- | ------------- | ------------- | ------------- |
| Männer          |            |              |                    |              |              |               |               |               |               |               |               |               |               |               |
| Felix Burestedt | Einzel     | Chou T.-c.   | 0:2 (11:21, 12:21) | 65:71        | 2            | ausgeschieden | ausgeschieden | ausgeschieden | ausgeschieden | ausgeschieden | ausgeschieden | ausgeschieden | ausgeschieden | ausgeschieden |
| Felix Burestedt | Einzel     | B. Yang      | 2:0 (21:12, 21:17) | 65:71        | 2            | ausgeschieden | ausgeschieden | ausgeschieden | ausgeschieden | ausgeschieden | ausgeschieden | ausgeschieden | ausgeschieden | ausgeschieden |

### Bogenschießen
| Athleten            | Wettbewerb | Qualifikation | Qualifikation | 1. Runde      | 1. Runde | 2. Runde      | 2. Runde      | Achtelfinale  | Achtelfinale  | Viertelfinale | Viertelfinale | Halbfinale    | Halbfinale    | Finale        | Finale        | Rang          |
| Athleten            | Wettbewerb | Ringe         | Rang          | Gegner        | Ergebnis | Gegner        | Ergebnis      | Gegner        | Ergebnis      | Gegner        | Ergebnis      | Gegner        | Ergebnis      | Gegner        | Ergebnis      | Rang          |
| ------------------- | ---------- | ------------- | ------------- | ------------- | -------- | ------------- | ------------- | ------------- | ------------- | ------------- | ------------- | ------------- | ------------- | ------------- | ------------- | ------------- |
| Frauen              |            |               |               |               |          |               |               |               |               |               |               |               |               |               |               |               |
| Christine Bjerendal | Einzel     | 622           | 55            | C. Rebagliati | 2:6      | ausgeschieden | ausgeschieden | ausgeschieden | ausgeschieden | ausgeschieden | ausgeschieden | ausgeschieden | ausgeschieden | ausgeschieden | ausgeschieden | ausgeschieden |

### Boxen
| Athleten         | Wettbewerb              | 1. Runde | 1. Runde | Achtelfinale  | Achtelfinale  | Viertelfinale | Viertelfinale | Halbfinale    | Halbfinale    | Finale        | Finale        | Rang |
| Athleten         | Wettbewerb              | Gegner   | Ergebnis | Gegner        | Ergebnis      | Gegner        | Ergebnis      | Gegner        | Ergebnis      | Gegner        | Ergebnis      | Rang |
| ---------------- | ----------------------- | -------- | -------- | ------------- | ------------- | ------------- | ------------- | ------------- | ------------- | ------------- | ------------- | ---- |
| Frauen           |                         |          |          |               |               |               |               |               |               |               |               |      |
| Agnes Alexiusson | Leichtgewicht bis 60 kg | Wu S.-y. | 1:4      | ausgeschieden | ausgeschieden | ausgeschieden | ausgeschieden | ausgeschieden | ausgeschieden | ausgeschieden | ausgeschieden | 17   |
| Männer           |                         |          |          |               |               |               |               |               |               |               |               |      |
| Adam Chartoi     | Mittelgewicht bis 75 kg | F. Verón | 0:5      | ausgeschieden | ausgeschieden | ausgeschieden | ausgeschieden | ausgeschieden | ausgeschieden | ausgeschieden | ausgeschieden | 17   |

### Fußball
| Wettbewerb      | Frauen (Spiele/Tore) |
| --------------- | --- |
| Athleten        | Jonna Andersson (6/0) Filippa Angeldal (6/0) Kosovare Asllani (6/1) Hanna Bennison (6/0) Nathalie Björn (6/0) Stina Blackstenius (5/5) Magdalena Eriksson (5/1) Jennifer Falk (1/0) Hanna Glas (5/0) Lina Hurtig (6/2) Amanda Ilestedt (6/0) Sofia Jakobsson (5/0) Madelen Janogy (4/1) Emma Kullberg (2/0) Hedvig Lindahl (5/0) Fridolina Rolfö (5/3) Olivia Schough (5/0) Caroline Seger (6/0) |
| Trainer         | Peter Gerhardsson |
| P-Akkreditierte | Anna Anvegård (2/1) Rebecka Blomqvist (1/0) Zećira Mušović Julia Roddar (2/0) |
| Gruppenphase    | Vereinigte Staaten (3:0) Australien (4:2) Neuseeland (2:0) |
| Viertelfinale   | Japan (3:1) |
| Halbfinale      | Australien (1:0) |
| Finale          | Kanada (1:1; 2:3 i. E.) |
| Platzierung     | Silber |

### Gewichtheben
| Athleten          | Wettbewerb                  | Reißen  | Reißen | Stoßen  | Stoßen | Zweikampf | Zweikampf | Rang |
| Athleten          | Wettbewerb                  | Gewicht | Rang   | Gewicht | Rang   | Gewicht   | Rang      | Rang |
| ----------------- | --------------------------- | ------- | ------ | ------- | ------ | --------- | --------- | ---- |
| Frauen            |                             |         |        |         |        |           |           |      |
| Patricia Strenius | Halbschwergewicht bis 76 kg | 102 kg  | 7      | 133 kg  | 4      | 235 kg    | 4         | 4    |

### Golf
| Athleten          | Runde 1 | Runde 2 | Runde 3 | Runde 4 | Gesamt | Par | Rang |
| ----------------- | ------- | ------- | ------- | ------- | ------ | --- | ---- |
| Frauen            |         |         |         |         |        |     |      |
| Anna Nordqvist    | 72      | 69      | 68      | 70      | 279    | −5  | 23   |
| Madelene Sagström | 66      | 68      | 71      | 72      | 277    | −7  | 20   |
| Männer            |         |         |         |         |        |     |      |
| Alex Norén        | 67      | 67      | 72      | 67      | 273    | −11 | 16   |
| Henrik Norlander  | 68      | 73      | 72      | 67      | 280    | −4  | 45   |

### Handball
| Wettbewerb       | Frauen (Spiele/Tore) | Männer (Spiele/Tore) |
| ---------------- | --- | --- |
| Athleten         | Johanna Bundsen (8/0) Carin Strömberg (8/34) Linn Blohm (7/24) Jamina Roberts (8/39) Melissa Petrén (8/6) Mathilda Lundström (8/18) Johanna Westberg (8/22) Jessica Ryde (8/0) Nina Dano (1/1) Anna Lagerquist (8/3) Emma Lindqvist (8/15) Nathalie Hagman (8/23) Kristin Thorleifsdóttir (8/2) Elin Hansson (8/28) Jenny Carlson (8/22) | Jonathan Carlsbogård (6/17) Max Darj (6/12) Niclas Ekberg (6/17) Daniel Pettersson (6/5) Andreas Palicka (6/2) Hampus Wanne (6/41) Mikael Aggefors (6/0) Fredric Pettersson (6/7) Felix Claar (6/16) Lucas Pellas (6/10) Albin Lagergren (6/21) Jim Gottfridsson (6/16) Oskar Sunnefeldt (5/0) Lukas Sandell (6/13) Anton Lindskog (1/0) |
| Trainer          | Tomas Axnér | Glenn Solberg |
| P-Akkreditierte  | Emma Rask Rebecca Nilsson | Jonathan Edvardsson Tobias Thulin |
| Gruppenphase     | Spanien (31:24) ROC (36:24) Frankreich (28:28) Brasilien (34:31) Ungarn (23:26) | Bahrain (32:31) Japan (28:26) Portugal (29:28) Ägypten (22:27) Dänemark (33:30) |
| Viertelfinale    | Südkorea (39:30) | Spanien (33:34) |
| Halbfinale       | Frankreich (27:29) | ausgeschieden |
| Spiel um Platz 3 | Norwegen (19:36) | ausgeschieden |
| Platzierung      | 4. Platz | 5. Platz |

### Judo
| Athleten      | Wettbewerb | 1. Runde     | 1. Runde | 2. Runde      | 2. Runde | Achtelfinale       | Achtelfinale | Viertelfinale | Viertelfinale | Halbfinale / Trostrunde | Halbfinale / Trostrunde | Finale / Platz 3 | Finale / Platz 3 | Rang |
| Athleten      | Wettbewerb | Gegner       | Ergebnis | Gegner        | Ergebnis | Gegner             | Ergebnis     | Gegner        | Ergebnis      | Gegner                  | Ergebnis                | Gegner           | Ergebnis         | Rang |
| ------------- | ---------- | ------------ | -------- | ------------- | -------- | ------------------ | ------------ | ------------- | ------------- | ----------------------- | ----------------------- | ---------------- | ---------------- | ---- |
| Frauen        |            |              |          |               |          |                    |              |               |               |                         |                         |                  |                  |      |
| Anna Bernholm | bis 70 kg  | N. Landolsi  | 10:0s1   | —             | —        | A. Bellandi        | 0s1:1s2      | ausgeschieden | ausgeschieden | ausgeschieden           | ausgeschieden           | ausgeschieden    | ausgeschieden    | 9    |
| Männer        |            |              |          |               |          |                    |              |               |               |                         |                         |                  |                  |      |
| Tommy Macias  | bis 73 kg  | Freilos      | Freilos  | V. Scvortov   | 10s1:1s2 | A. Gjakova         | 0:1s1        | ausgeschieden | ausgeschieden | ausgeschieden           | ausgeschieden           | ausgeschieden    | ausgeschieden    | 9    |
| Robin Pacek   | bis 81 kg  | H. Thaoubani | 10:0     | A. Aprahamian | 10s1:0   | M. Casse           | 1s2:11s1     | ausgeschieden | ausgeschieden | ausgeschieden           | ausgeschieden           | ausgeschieden    | ausgeschieden    | 9    |
| Marcus Nyman  | bis 90 kg  | Freilos      | Freilos  | N. Finesse    | 10:0     | N. Sherazadishvili | 0s2:10s2     | ausgeschieden | ausgeschieden | ausgeschieden           | ausgeschieden           | ausgeschieden    | ausgeschieden    | 9    |

### Kanu

#### Kanurennsport
| Athleten        | Wettbewerb | Vorlauf      | Vorlauf | Viertelfinale | Viertelfinale | Halbfinale   | Halbfinale | Finale A/B   | Finale A/B | Rang |
| Athleten        | Wettbewerb | Zeit         | Rang    | Zeit          | Rang          | Zeit         | Rang       | Zeit         | Rang       | Rang |
| --------------- | ---------- | ------------ | ------- | ------------- | ------------- | ------------ | ---------- | ------------ | ---------- | ---- |
| Frauen          |            |              |         |               |               |              |            |              |            |      |
| Linnea Stensils | K-1 200 m  | 41,109 s     | 3       | 41,313 s      | 1             | 38,858 s     | 4          | 39,287 s     | 5          | 5    |
| Linnea Stensils | K-1 500 m  | 1:48,144 min | 1       | —             | —             | 1:51,902 min | 1          | 1:53,600 min | 5          | 5    |
| Männer          |            |              |         |               |               |              |            |              |            |      |
| Petter Menning  | K-1 200 m  | 34,698 s     | 1       | —             | —             | 35,149 s     | 3          | 35,562 s     | 6          | 6    |

#### Kanuslalom
| Athleten    | Wettbewerb | Vorlauf | Vorlauf | Halbfinale | Halbfinale | Finale   | Finale | Rang |
| Athleten    | Wettbewerb | Zeit    | Rang    | Zeit       | Rang       | Zeit     | Rang   | Rang |
| ----------- | ---------- | ------- | ------- | ---------- | ---------- | -------- | ------ | ---- |
| Männer      |            |         |         |            |            |          |        |      |
| Erik Holmer | K-1        | 94,91 s | 16      | 98,45 s    | 10         | 148,59 s | 9      | 9    |

### Leichtathletik
Laufen und Gehen 
| Athleten          | Wettbewerb       | Runde 1     | Runde 1 | Halbfinale    | Halbfinale    | Finale        | Finale        | Rang          |
| Athleten          | Wettbewerb       | Zeit        | Rang    | Zeit          | Rang          | Zeit          | Rang          | Rang          |
| ----------------- | ---------------- | ----------- | ------- | ------------- | ------------- | ------------- | ------------- | ------------- |
| Frauen            |                  |             |         |               |               |               |               |               |
| Meraf Bahta       | 10.000 m         | —           | —       | —             | —             | 32:10,49 min  | 18            | 18            |
| Sarah Lahti       | 10.000 m         | —           | —       | —             | —             | DNF           | DNF           | DNF           |
| Carolina Wikström | Marathon         | —           | —       | —             | —             | 2:33:19 h     | 22            | 22            |
| Männer            |                  |             |         |               |               |               |               |               |
| Andreas Kramer    | 800 m            | 1:46,44 min | 5       | ausgeschieden | ausgeschieden | ausgeschieden | ausgeschieden | ausgeschieden |
| Kalle Berglund    | 1500 m           | 3:49,43 min | 12      | ausgeschieden | ausgeschieden | ausgeschieden | ausgeschieden | ausgeschieden |
| Vidar Johansson   | 3000 m Hindernis | 8:32,86 min | 10      | —             | —             | ausgeschieden | ausgeschieden | ausgeschieden |
| Emil Blomberg     | 3000 m Hindernis | 8:39,57 min | 13      | —             | —             | ausgeschieden | ausgeschieden | ausgeschieden |
| Simon Sundström   | 3000 m Hindernis | 8:29,84 min | 11      | —             | —             | ausgeschieden | ausgeschieden | ausgeschieden |
| Perseus Karlström | 20 km Gehen      | —           | —       | —             | —             | 1:22:29 h     | 9             | 9             |

Springen und Werfen
| Athleten           | Wettbewerb     | Qualifikation | Qualifikation | Finale        | Finale        | Rang   |
| Athleten           | Wettbewerb     | Weite/Höhe    | Rang          | Weite/Höhe    | Rang          | Rang   |
| ------------------ | -------------- | ------------- | ------------- | ------------- | ------------- | ------ |
| Frauen             |                |               |               |               |               |        |
| Erika Kinsey       | Hochsprung     | 1,93 m        | 15            | ausgeschieden | ausgeschieden | 15     |
| Maja Nilsson       | Hochsprung     | 1,95 m        | 11            | 1,84 m        | 13            | 13     |
| Angelica Bengtsson | Stabhochsprung | 4,55 m        | 12            | 4,50 m        | 13            | 13     |
| Michaela Meijer    | Stabhochsprung | 4,40 m        | 16            | ausgeschieden | ausgeschieden | 16     |
| Khaddi Sagnia      | Weitsprung     | 6,76 m        | 7             | 6,67 m        | 9             | 9      |
| Männer             |                |               |               |               |               |        |
| Armand Duplantis   | Stabhochsprung | 5,75 m        | 3             | 6,02 m        | 1             | Gold   |
| Thobias Montler    | Weitsprung     | 8,01 m        | 8             | 8,08 m        | 7             | 7      |
| Wictor Petersson   | Kugelstoßen    | 19,73 m       | 28            | ausgeschieden | ausgeschieden | 28     |
| Daniel Ståhl       | Diskuswurf     | 66,12 m       | 1             | 68,90 m       | 1             | Gold   |
| Simon Pettersson   | Diskuswurf     | 64,18 m       | 7             | 67,39 m       | 2             | Silber |
| Kim Amb            | Speerwurf      | 82,40 m       | 12            | 79,69 m       | 11            | 11     |

### Radsport
Die ursprünglich nominierte Radsportlerin Emilia Fahlin hatte ihre Teilnahme wenige Tage vor Beginn der Spiele abgesagt. Der schwedische Verband wollte keine andere Fahrerin nach Tokio schicken.

#### Mountainbike
| Athleten       | Wettbewerb    | Zeit      | Rang |
| -------------- | ------------- | --------- | ---- |
| Frauen         |               |           |      |
| Jenny Rissveds | Cross-Country | 1:21:28 h | 14   |

### Reiten

#### Dressurreiten
| Athleten                                                                                       | Wettbewerb | Prozent    | Prozent       | Rang |
| Athleten                                                                                       | Wettbewerb | Grand Prix | GP Kür        | Rang |
| ---------------------------------------------------------------------------------------------- | ---------- | ---------- | ------------- | ---- |
| Therese Nilshagen mit Dante Weltino                                                            | Einzel     | 75,140 %   | 79,721 %      | 14   |
| Antonia Ramel mit Brother de Jeu                                                               | Einzel     | 68,540 %   | ausgeschieden | 35   |
| Juliette Ramel mit Buriel                                                                      | Einzel     | 73,369 %   | 81,182 %      | 9    |
| Therese Nilshagen mit Dante Weltino Antonia Ramel mit Brother de Jeu Juliette Ramel mit Buriel | Mannschaft | 6969,0     | 7210,0        | 6    |

#### Springreiten
| Athleten                                                                                            | Wettbewerb | Strafpunkte   | Strafpunkte   | Strafpunkte   | Strafpunkte   | Strafpunkte   | Strafpunkte   | Rang   |
| Athleten                                                                                            | Wettbewerb | Einzelwertung | Einzelwertung | Einzelwertung | Nationenpreis | Nationenpreis | Nationenpreis | Rang   |
| Athleten                                                                                            | Wettbewerb | 1. Umlauf     | 2. Umlauf     | Stechen       | 1. Umlauf     | 2. Umlauf     | Stechen       | Rang   |
| --------------------------------------------------------------------------------------------------- | ---------- | ------------- | ------------- | ------------- | ------------- | ------------- | ------------- | ------ |
| Malin Baryard-Johnsson mit Indiana                                                                  | Einzel     | 0,00          | 0,00          | 0,00          | —             | —             | —             | 5      |
| Henrik von Eckermann mit King Edward                                                                | Einzel     | 0,00          | 0,00          | 0,00          | —             | —             | —             | 4      |
| Peder Fredricson mit All In                                                                         | Einzel     | 0,00          | 0,00          | 0,00          | —             | —             | —             | Silber |
| Malin Baryard-Johnsson mit Indiana Henrik von Eckermann mit King Edward Peder Fredricson mit All In | Mannschaft | —             | —             | —             | 0,00          | 8,00          | 0,00          | Gold   |

#### Vielseitigkeitsreiten
| Athleten | Wettbewerb | Minuspunkte Dressur | Minuspunkte Gelände | Minuspunkte Springen | Minuspunkte Springen | Minuspunkte Gesamt | Rang          |
| --- | ---------- | ------------------- | ------------------- | -------------------- | -------------------- | ------------------ | ------------- |
| Louise Romeike mit Cato 60 | Einzel     | 28,00               | ausgeschieden       | ausgeschieden        | ausgeschieden        | ausgeschieden      | ausgeschieden |
| Ludwig Svennerstål mit Balham Mist                                                                                            | Einzel     | 35,00               | aufgegeben          | ausgeschieden        | ausgeschieden        | ausgeschieden      | ausgeschieden |
| Therese Viklund mit Viscera                                                                                                   | Einzel     | 28,10               | ausgeschieden       | ausgeschieden        | ausgeschieden        | ausgeschieden      | ausgeschieden |
| Louise Romeike mit Cato 60 Ludwig Svennerstål mit Balham Mist Therese Viklund mit Viscera Sara Algotsson Ostholt mit Chicuelo | Mannschaft | 91,10               | 620,00              | 33,20                | —                    | 744,30             | 14            |

### Ringen

#### Freier Stil
Legende: G = Gewonnen, V = Verloren, S = Schultersieg
| Athleten        | Wettbewerb       | Achtelfinale | Achtelfinale | Viertelfinale | Viertelfinale | Halbfinale    | Halbfinale    | Hoffnungsrunde Halbfinale | Hoffnungsrunde Halbfinale | Hoffnungsrunde Finale | Hoffnungsrunde Finale | Finale        | Finale        | Rang |
| Athleten        | Wettbewerb       | Gegner       | Ergebnis     | Gegner        | Ergebnis      | Gegner        | Ergebnis      | Gegner                    | Ergebnis                  | Gegner                | Ergebnis              | Gegner        | Ergebnis      | Rang |
| --------------- | ---------------- | ------------ | ------------ | ------------- | ------------- | ------------- | ------------- | ------------------------- | ------------------------- | --------------------- | --------------------- | ------------- | ------------- | ---- |
| Frauen          |                  |              |              |               |               |               |               |                           |                           |                       |                       |               |               |      |
| Sofia Mattsson  | Klasse bis 53 kg | Vinesh       | V 1:7        | ausgeschieden | ausgeschieden | ausgeschieden | ausgeschieden | ausgeschieden             | ausgeschieden             | ausgeschieden         | ausgeschieden         | ausgeschieden | ausgeschieden | 13   |
| Henna Johansson | Klasse bis 62 kg | M. Amri      | G 5:1        | Y. Kawai      | V 2:10        | ausgeschieden | ausgeschieden | L. Owtscharowa            | V 7:8                     | ausgeschieden         | ausgeschieden         | ausgeschieden | ausgeschieden | 7    |

#### Griechisch-römischer Stil
Legende: G = Gewonnen, V = Verloren, S = Schultersieg
| Athleten      | Wettbewerb       | Achtelfinale | Achtelfinale | Viertelfinale | Viertelfinale | Halbfinale    | Halbfinale    | Hoffnungsrunde Halbfinale | Hoffnungsrunde Halbfinale | Hoffnungsrunde Finale | Hoffnungsrunde Finale | Finale        | Finale        | Rang |
| Athleten      | Wettbewerb       | Gegner       | Ergebnis     | Gegner        | Ergebnis      | Gegner        | Ergebnis      | Gegner                    | Ergebnis                  | Gegner                | Ergebnis              | Gegner        | Ergebnis      | Rang |
| ------------- | ---------------- | ------------ | ------------ | ------------- | ------------- | ------------- | ------------- | ------------------------- | ------------------------- | --------------------- | --------------------- | ------------- | ------------- | ---- |
| Männer        |                  |              |              |               |               |               |               |                           |                           |                       |                       |               |               |      |
| Alex Kessidis | Klasse bis 77 kg | R. Hüseynov  | V 1:1        | ausgeschieden | ausgeschieden | ausgeschieden | ausgeschieden | ausgeschieden             | ausgeschieden             | ausgeschieden         | ausgeschieden         | ausgeschieden | ausgeschieden | 11   |

### Rudern
| Athleten        | Wettbewerb | Vorlauf     | Vorlauf | Vorlauf       | Hoffnungslauf | Hoffnungslauf | Hoffnungslauf | Viertelfinale | Viertelfinale | Viertelfinale  | Halbfinale  | Halbfinale | Halbfinale    | Finale      | Finale | Rang |
| Athleten        | Wettbewerb | Zeit        | Platz   | Qualifikation | Zeit          | Platz         | Qualifikation | Zeit          | Platz         | Qualifikation  | Zeit        | Platz      | Qualifikation | Zeit        | Platz  | Rang |
| --------------- | ---------- | ----------- | ------- | ------------- | ------------- | ------------- | ------------- | ------------- | ------------- | -------------- | ----------- | ---------- | ------------- | ----------- | ------ | ---- |
| Frauen          |            |             |         |               |               |               |               |               |               |                |             |            |               |             |        |      |
| Lovisa Claesson | Einer      | 7:58,41 min | 3       | Viertelfinale | –             | –             | –             | 8:16,99 min   | 4             | Halbfinale C/D | 7:35,91 min | 1          | Finale C      | 7:41,07 min | 2      | 14   |

### Schießen
| Athleten       | Wettbewerb | Qualifikation   | Qualifikation | Finale          | Finale        | Ringe/ Scheiben | Rang |
| Athleten       | Wettbewerb | Ringe/ Scheiben | Rang          | Ringe/ Scheiben | Rang          | Ringe/ Scheiben | Rang |
| -------------- | ---------- | --------------- | ------------- | --------------- | ------------- | --------------- | ---- |
| Männer         |            |                 |               |                 |               |                 |      |
| Stefan Nilsson | Skeet      | 119             | 23            | ausgeschieden   | ausgeschieden | 119             | 23   |

### Schwimmen
| Athleten                                                                   | Wettbewerb          | Vorlauf      | Vorlauf | Halbfinale    | Halbfinale    | Finale         | Finale        | Rang   |
| Athleten                                                                   | Wettbewerb          | Zeit         | Rang    | Zeit          | Rang          | Zeit           | Rang          | Rang   |
| -------------------------------------------------------------------------- | ------------------- | ------------ | ------- | ------------- | ------------- | -------------- | ------------- | ------ |
| Frauen                                                                     |                     |              |         |               |               |                |               |        |
| Michelle Coleman                                                           | 50 m Freistil       | 24,84 s      | 20      | ausgeschieden | ausgeschieden | ausgeschieden  | ausgeschieden | 20     |
| Sarah Sjöström                                                             | 50 m Freistil       | 24,26 s      | 4       | 24,13 s       | 3             | 24,07 s        | 2             | Silber |
| Michelle Coleman                                                           | 100 m Freistil      | 53,53 s      | 12      | 53,73 s       | 14            | ausgeschieden  | ausgeschieden | 14     |
| Sarah Sjöström                                                             | 100 m Freistil      | 52,91 s      | 5       | 52,82 s       | 4             | 52,68 s        | 5             | 5      |
| Sophie Hansson                                                             | 100 m Brust         | 1:05,66 min  | 4       | 1:05,81 min   | 4             | 1:06,07 min    | 6             | 6      |
| Emelie Fast                                                                | 100 m Brust         | 1:07,98 min  | 27      | ausgeschieden | ausgeschieden | ausgeschieden  | ausgeschieden | 27     |
| Sophie Hansson                                                             | 200 m Brust         | 2:23,82 min  | 12      | 2:24,28 min   | 10            | ausgeschieden  | ausgeschieden | 10     |
| Michelle Coleman                                                           | 100 m Rücken        | 1:00,54 min  | 21      | ausgeschieden | ausgeschieden | ausgeschieden  | ausgeschieden | 21     |
| Louise Hansson                                                             | 100 m Rücken        | DNS          | –       | ausgeschieden | ausgeschieden | ausgeschieden  | ausgeschieden | –      |
| Louise Hansson                                                             | 100 m Schmetterling | 56,97 s      | 6       | 56,92 s       | 7             | 56,22 s        | 5             | 5      |
| Sarah Sjöström                                                             | 100 m Schmetterling | 56,18 s      | 3       | 56,40 s       | 4             | 56,91 s        | 7             | 7      |
| Sarah Sjöström Michelle Coleman Louise Hansson Sophie Hansson Sara Junevik | 4 × 100 m Freistil  | 3:35,93 min  | 8       | —             | —             | 3:34,69 min    | 6             | 6      |
| Michelle Coleman Sophie Hansson Louise Hansson Sarah Sjöström              | 4 × 100 m Lagen     | 3:56,23 min  | 5       | —             | —             | 3:54,27 min NR | 5             | 5      |
| Männer                                                                     |                     |              |         |               |               |                |               |        |
| Björn Seeliger                                                             | 50 m Freistil       | 22,19 s      | 23      | ausgeschieden | ausgeschieden | ausgeschieden  | ausgeschieden | 23     |
| Robin Hanson                                                               | 100 m Freistil      | 49,07 s      | 27      | ausgeschieden | ausgeschieden | ausgeschieden  | ausgeschieden | 27     |
| Robin Hanson                                                               | 200 m Freistil      | 1:47,02 min  | 23      | ausgeschieden | ausgeschieden | ausgeschieden  | ausgeschieden | 23     |
| Victor Johansson                                                           | 800 m Freistil      | 7:49,14 min  | 10      | —             | —             | ausgeschieden  | ausgeschieden | 10     |
| Victor Johansson                                                           | 1500 m Freistil     | 15:05,53 min | 18      | —             | —             | ausgeschieden  | ausgeschieden | 18     |
| Erik Persson                                                               | 200 m Brust         | 2:08,76 min  | 6       | 2:08,76 min   | 8             | 2:08,88 min    | 8             | 8      |

### Segeln
| Athleten                         | Wettbewerb   | Qualifikation | Qualifikation | Medal Race    | Medal Race    | Punkte | Rang   |
| Athleten                         | Wettbewerb   | Punkte        | Rang          | Punkte        | Rang          | Punkte | Rang   |
| -------------------------------- | ------------ | ------------- | ------------- | ------------- | ------------- | ------ | ------ |
| Frauen                           |              |               |               |               |               |        |        |
| Josefin Olsson                   | Laser Radial | 79            | 3             | 2             | 1             | 81     | Silber |
| Olivia Bergström Lovisa Karlsson | 470er        | 111           | 14            | ausgeschieden | ausgeschieden | 111    | 14     |
| Männer                           |              |               |               |               |               |        |        |
| Jesper Stålheim                  | Laser        | 108           | 14            | ausgeschieden | ausgeschieden | 108    | 14     |
| Max Salminen                     | Finn Dinghy  | 72            | 9             | 18            | 9             | 90     | 9      |
| Anton Dahlberg Fredrik Bergström | 470er        | 41            | 2             | 4             | 2             | 45     | Silber |
| Mixed                            |              |               |               |               |               |        |        |
| Emil Järudd Cecilia Jonsson      | Nacra 17     | 144           | 14            | ausgeschieden | ausgeschieden | 144    | 14     |

### Skateboard
| Athleten        | Wettbewerb | Qualifikation | Qualifikation | Finale        | Finale        | Rang |
| Athleten        | Wettbewerb | Punkte        | Rang          | Punkte        | Rang          | Rang |
| --------------- | ---------- | ------------- | ------------- | ------------- | ------------- | ---- |
| Männer          |            |               |               |               |               |      |
| Oskar Rozenberg | Park       | 56,66         | 17            | ausgeschieden | ausgeschieden | 17   |

### Tennis
| Athleten         | Wettbewerb | 1. Runde  | 1. Runde  | 2. Runde    | 2. Runde | Achtelfinale  | Achtelfinale  | Viertelfinale | Viertelfinale | Halbfinale    | Halbfinale    | Finale / Platz 3 | Finale / Platz 3 |
| Athleten         | Wettbewerb | Gegner    | Ergebnis  | Gegner      | Ergebnis | Gegner        | Ergebnis      | Gegner        | Ergebnis      | Gegner        | Ergebnis      | Gegner           | Ergebnis         |
| ---------------- | ---------- | --------- | --------- | ----------- | -------- | ------------- | ------------- | ------------- | ------------- | ------------- | ------------- | ---------------- | ---------------- |
| Frauen           |            |           |           |             |          |               |               |               |               |               |               |                  |                  |
| Rebecca Peterson | Einzel     | M. Sherif | 7:5, 7:61 | J. Rybakina | 2:6, 3:6 | ausgeschieden | ausgeschieden | ausgeschieden | ausgeschieden | ausgeschieden | ausgeschieden | ausgeschieden    | ausgeschieden    |

### Tischtennis
| Athleten                                       | Wettbewerb | 1. Runde           | 1. Runde | 2. Runde      | 2. Runde      | 3. Runde      | 3. Runde      | Achtelfinale       | Achtelfinale  | Viertelfinale | Viertelfinale | Halbfinale    | Halbfinale    | Finale/Platz 3 | Finale/Platz 3 | Rang  |
| Athleten                                       | Wettbewerb | Gegner             | Erg.     | Gegner        | Erg.          | Gegner        | Erg.          | Gegner             | Erg.          | Gegner        | Erg.          | Gegner        | Erg.          | Gegner         | Erg.           | Rang  |
| ---------------------------------------------- | ---------- | ------------------ | -------- | ------------- | ------------- | ------------- | ------------- | ------------------ | ------------- | ------------- | ------------- | ------------- | ------------- | -------------- | -------------- | ----- |
| Frauen                                         |            |                    |          |               |               |               |               |                    |               |               |               |               |               |                |                |       |
| Linda Bergström                                | Einzel     | Sutirtha Mukherjee | 3:4      | ausgeschieden | ausgeschieden | ausgeschieden | ausgeschieden | ausgeschieden      | ausgeschieden | ausgeschieden | ausgeschieden | ausgeschieden | ausgeschieden | ausgeschieden  | ausgeschieden  | 49–64 |
| Christina Källberg                             | Einzel     | Shao Jieni         | 3:4      | ausgeschieden | ausgeschieden | ausgeschieden | ausgeschieden | ausgeschieden      | ausgeschieden | ausgeschieden | ausgeschieden | ausgeschieden | ausgeschieden | ausgeschieden  | ausgeschieden  | 49–64 |
| Männer                                         |            |                    |          |               |               |               |               |                    |               |               |               |               |               |                |                |       |
| Mattias Falck                                  | Einzel     | —                  | —        | —             | —             | Omar Assar    | 3:4           | ausgeschieden      | ausgeschieden | ausgeschieden | ausgeschieden | ausgeschieden | ausgeschieden | ausgeschieden  | ausgeschieden  | 17–32 |
| Anton Källberg                                 | Einzel     | —                  | —        | Nikhil Kumar  | 4:0           | Lin Yun-ju    | 1:4           | ausgeschieden      | ausgeschieden | ausgeschieden | ausgeschieden | ausgeschieden | ausgeschieden | ausgeschieden  | ausgeschieden  | 17–32 |
| Mattias Falck Anton Källberg Kristian Karlsson | Mannschaft | —                  | —        | —             | —             | —             | —             | Vereinigte Staaten | 3:1           | Japan         | 1:3           | ausgeschieden | ausgeschieden | ausgeschieden  | ausgeschieden  | 5–8   |

### Turnen

#### Gerätturnen
| Athleten       | Wettbewerb   | Qualifikation | Qualifikation | Finale        | Finale        | Rang |
| Athleten       | Wettbewerb   | Punkte        | Rang          | Punkte        | Rang          | Rang |
| -------------- | ------------ | ------------- | ------------- | ------------- | ------------- | ---- |
| Frauen         |              |               |               |               |               |      |
| Jonna Adlerteg | Stufenbarren | 14,533        | 12            | ausgeschieden | ausgeschieden | 12   |

### Wasserspringen
| Athleten        | Wettbewerb        | Vorkampf | Vorkampf | Halbfinale | Halbfinale | Finale        | Finale        | Rang |
| Athleten        | Wettbewerb        | Punkte   | Rang     | Punkte     | Rang       | Punkte        | Rang          | Rang |
| --------------- | ----------------- | -------- | -------- | ---------- | ---------- | ------------- | ------------- | ---- |
| Frauen          |                   |          |          |            |            |               |               |      |
| Emma Gullstrand | Kunstspringen 3 m | 289,65   | 12       | 288,85     | 13         | ausgeschieden | ausgeschieden | 13   |